# Пінон рожевошиїй
Пі́нон рожевошиїй (Ducula zoeae) — вид голубоподібних птахів родини голубових (Columbidae). Мешкає на Новій Гвінеї та на сусідніх островах.

## Опис

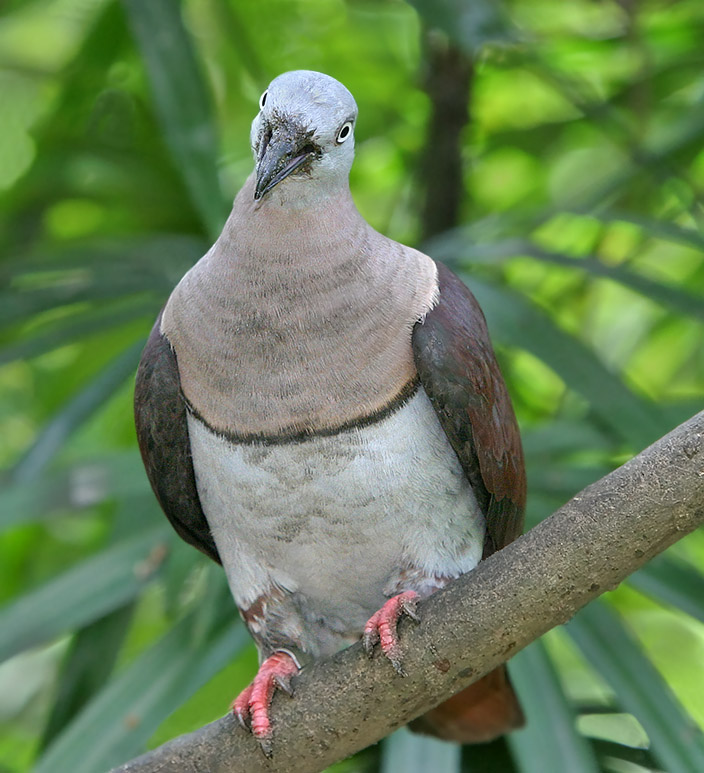
Рожевошиїй пінон

Довжина птаха становить 38-41 см, вага 600 г. Голова і горло сизувато-білі. Шия і верхня частина грудей темно-сірі з рудуватим або рожевуватим відтінком, відділені від білуватої решти нижньої частини тіла вузькою чорнуватою смугою. Верхня частина тіла блідо-фіолетова або темно-бордова, стернові і махові пера мають темно-зелений відтінок. Райдужки білуваті, лапи червоні.

## Поширення і екологія
Білогорлі пінони мешкають на Новій Гвінеї та на островах Ару. Вони живуть у вологих рівнинних і гірських тропічних лісах та в мангрових лісах. Зустрічаються парами і невеликими зграйками до 10 птахів, на висоті до 1450 м над рівнем моря. Живляться плодами.